# Malacothamnus
Malacothamnus es un género con 11 especies de plantas fanerógamas de la familia  Malvaceae.

## Especies
- Malacothamnus aboriginum
- Malacothamnus abbottii
- Malacothamnus clementinus
- Malacothamnus davidsonii
- Malacothamnus densiflorus
- Malacothamnus fasciculatus
- Malacothamnus foliosus
- Malacothamnus fremontii
- Malacothamnus jonesii
- Malacothamnus marrubioides
- Malacothamnus palmeri